# Parigi-Bourges 1997
La Parigi-Bourges 1997, quarantasettesima edizione della corsa e valevole come prova del circuito UCI categoria 1.3, si svolse il 2 ottobre 1997 su un percorso di 212,5 km. Fu vinta dal francese Laurent Roux che giunse al traguardo con il tempo di 4h24'37", alla media di 48,183 km/h.

## Ordine d'arrivo (Top 10)
| Pos. | Corridore         | Squadra         | Tempo    |
| ---- | ----------------- | --------------- | -------- |
| 1    | Laurent Roux      | TVM             | 4h24'37" |
| 2    | Peter Van Petegem | TVM             | a 10"    |
| 3    | Ludo Dierckxsens  | Tönissteiner    | s.t.     |
| 4    | Frédéric Guesdon  | Franç. des Jeux | s.t.     |
| 5    | Jacky Durand      | Casino          | s.t.     |
| 6    | Nicolas Jalabert  | Cofidis         | s.t.     |
| 7    | Christophe Moreau | Festina         | s.t.     |
| 8    | Johan Verstrepen  | Vlaanderen2002  | s.t.     |
| 9    | Magnus Bäckstedt  | Palmans         | s.t.     |
| 10   | Francis Moreau    | Cofidis         | s.t.     |